# Фаваланчата (Асколи Пичено)
Фаваланчата (итал. Favalanciata) насеље је у Италији у округу Асколи Пичено, региону Марке.
Према процени из 2011. у насељу је живело 59 становника. Насеље се налази на надморској висини од 511 м.